# Živojin Pavlović (regista)
Živojin Pavlović (Šabac, 15 aprile 1933 – Belgrado, 29 novembre 1998) è stato uno scrittore, regista, sceneggiatore e saggista serbo.

## Biografia
Autore di stampo realista e pacifista, spesso balzato all'onore delle cronache per la crudezza dei suoi libri e dei suoi film, talvolta bloccati dalla censura, come cineasta è annoverato tra i più importanti registi della cosiddetta Onda nera del cinema jugoslavo.
Come scrittore, si aggiudicò per due anni (nel 1985 per Zid smrti e nel 1992 per Lapot) il premio NIN per il miglior romanzo in lingua serba.

## Opere

### Romanzi
- Lutke na bunjištu (1965)
- Kain i Avelj (1969)
- Zadah tela (1982)
- Oni više ne postoje (1985)
- Zid smrti (1985)
- Lov na tigrove (1988)
- Raslo mi je badem drvo (1988)
- Vašar na Svetog Aranđela (1990)
- Trag divljači (1991)
- Lapot (1992)
- Biljna krv (1995)
- Simetrija (1996)
- Dolap (1997)

### Raccolte di racconti
- Krivudava reka (1963)
- Dve večeri u jesen (1967)
- Cigansko groblje (1972)
- Ubijao sam bikove (1985)
- Kriške vremena (1993)
- Blato (1999)
- Dnevnik nepoznatog (1965)
- Vetar u suvoj travi (1976)
- Krugovi (1993)
- Belina sutra (1984)
- Flogiston (1989)
- Azbuka (1990)

### Saggistica
- Film u školskim klupama (1964)
- Đavolji film (1969)
- O odvratnom (1972)
- Balkanski džez (1989)
- Davne godine (1997)

### Diari
- Ispljuvak pun krvi (1984, bandito, ripubblicato solamente nel 1990)
- Otkucaji (1998)
- Dnevnici I-VI (2000)

## Filmografia

### Regista e sceneggiatore
- Triptih o materiji i smrti (1960)
- Lavirint (1961)
- Žive vode (1962)
- Obruč (1963, censurato)
- Neprijatelj (1965)
- Povratak (1966)
- Kad budem mrtav i beo (1967; miglior film dell'anno al Pula Film Festival)
- Il risveglio dei topi (Buđenje pacova, 1967; Orso d'Argento al Festival di Berlino)
- Zaseda (L'imboscata) (1969)
- Crveno klasje (Red Wheat) (1970; miglior film dell'anno al Pula Film Festival)
- Let mrtve ptice (1973)
- Pesma, serie televisiva (1975)
- Hajka (1977; miglior film dell'anno al Pula Film Festival)
- Nasvidenje v naslednji vojni (1980)
- Zadah tela (1983; miglior film dell'anno al Pula Film Festival)
- Na putu za Katangu (1987)
- Dezerter (1992)
- Država mrtvih (2002)

## Riconoscimenti
- Mostra internazionale d'arte cinematografica di Venezia
  - 1969 – Premio CIDALC per Zaseda

- Festival internazionale del cinema di Berlino
  - 1967 – Orso d'argento per il miglior regista per Il risveglio dei topi

Candidatura all'Orso d'oro per Il risveglio dei topi
- 1971 – Premio CIDALC per Rdece klasje

Medaglia d'oro IWG per Rdece klasje
Candidatura all'Orso d'oro per Rdece klasje
- Festival del cinema di Pola
  - 1967 – Arena d'argento per il miglior regista per Il risveglio dei topi
  - 1968 – Arena d'oro per il miglior film per Kad budem mrtav i beo

Arena d'argento per il miglior regista per Kad budem mrtav i beo
- 1971 – Arena d'oro per il miglior film per Rdece klasje
- 1977 – Arena d'argento per il miglior regista per Hajka
- 1983 – Arena d'oro per il miglior film per Zadah tela

Arena d'oro per la migliore sceneggiatura per Zadah tela (condivisa con Slobodan Golubovic-Leman)